# Föritzau
Das Naturschutzgebiet Föritzau liegt auf dem Gebiet des Marktes Mitwitz im oberfränkischen Landkreis Kronach in Bayern.
Das 59,6 ha große Gebiet mit der Nr. NSG-00508.01, das im Jahr 1980 unter Naturschutz gestellt wurde, erstreckt sich nördlich des Kernortes Mitwitz entlang der Föritz. Am nördlichen und nordöstlichen Rand des Gebietes verläuft die Landesgrenze zu Thüringen.

## Bedeutung
Es handelt sich um eine Flussaue mit angrenzenden Feuchtgebieten, verlandeten Teichen und ehemaligen Kiesgruben mit spezifischen Tier- und Pflanzengesellschaften, insbesondere der Fische, Muscheln und Libellen.